# Аратинга паранський
Аратинга паранський (Aratinga maculata) — вид папугоподібних птахів родини папугових (Psittacidae). Поширений в Південній Америці.

## Поширення
Вид має фрагментований ареал у штатах Пара та Амапа на півночі Бразилії та на крайньому півдні Суринаму. Населяє території з великими лісовими масивами та прилеглою саваною

## Опис
Аратинга паранський досягає 30 см завдовжки і ваги 110 г. Оперення переважно жовте. Верхня частина голови, плечі і верхні криючі крил світло-зеленувато-жовті. Крила зелені, нижня поверхня крил зеленувато-жовта. Махові пера темно-сині. Середина хвоста переважно оливково-зелена з синьою дистальною ділянкою. Блакитний колір посилюється до зовнішніх пір'я хвоста. Нижня частина чола, орбітальне кільце, живіт і боки помаранчеві. На нижній стороні можна побачити кілька темних смуг. Підкриля та підхвістя чорнувато-сірі. Райдужка темно-сіра. Дзьоб чорний, лапи темно-коричневі.